# Bonaparte visitando as vítimas da peste de Jafa
Bonaparte visitando as vítimas da peste de Jafa é o título de uma obra de Antoine-Jean Gros, datada de 1804, e encomendada por Napoleão Bonaparte para representar um episódio da campanha do Egito.

## Descrição
Este quadro foi feito em 1804, e exposto pela primeira vez em 18 de setembro no Salão de Paris. A tela foi mostrada ao público entre a proclamação de Napoleão como imperador (18 de maio de 1804) e a sua sagração em Notre-Dame-de-Paris (2 de dezembro de 1804). Foi Dominique Vivant Denon, que participou na expedição de Bonaparte ao Egito, e que se tornaria diretor do museu do Louvre, que guiou o trabalho de Gros. O quadro representa Napoleão durante uma cena tocante que ocorreu em Jafa, em 1799, durante a qual tentou elevar o moral das suas tropas e testar a sua própria, aproximando-se e tocando os doentes vítimas da peste que grassava no exército francês.
A obra retoma os elementos de composição do Juramento dos Horácios de Jacques-Louis David, de 1784, conservado no Museu do Louvre. Podemos notar três arcadas como no Juramento dos Horácios, que definiu três mundos com o filho a prestar juramento à esquerda, ao centro do pai a brandir espadas, e à direita as mulheres com grande tristeza.
A decoração consiste numa mesquita, da qual se vê o pátio e um minarete no fundo. O fundo é ocupado pelos muros de Jafa, que têm uma brecha redonda, enquanto uma bandeira francesa se vê ao fundo. A fumaça de um incêndio domina a cidade.
À esquerda, dominada por um arco de típica arquitectura árabe, um homem ricamente vestido à maneira oriental distribui pão, ajudado por um alguém que transporta uma cesta. Atrás deles, dois negros levam uma maca, provavelmente um cadáver. A arcada bicolor abre para uma galeria cheia de pacientes.
À direita, sob duas arcadas, desta vez em arco quebrado, Napoleão, acompanhado por alguns funcionários, toca num doente. Em primeiro plano, um médico árabe atende um paciente, enquanto um homem atingido no olho tenta aproximar-se do general. A parte inferior da composição é ocupada por homens prostrados. A luz do quadro e o jogo de cores destacam o gesto de Napoleão Bonaparte.